# Basilio Martín Patino
Basilio Martín Patino (Lumbrales, 1930. október 29. – Madrid, 2017. augusztus 13.) spanyol filmrendező, forgatókönyvíró.

## Filmjei
- Tarde de domingo (1960, rövidfilm, forgatókönyvíró is)
- El noveno (1960, dokumentum-rövidfilm, forgatókönyvíró is)
- Torerillos, 61 (1962, dokumentum-rövidfilm, forgatókönyvíró is)
- Imágenes y versos a la Navidad (1962, dokumentum-rövidfilm, forgatókönyvíró is)
- Nueve cartas a Berta (1966, forgatókönyvíró is)
- Dos alas (1967, csak forgatókönyvíró)
- Del amor y otras soledades (1969, forgatókönyvíró is)
- Dalok háború utánra (Canciones para después de una guerra) (1976, dokumentumfilm)
- Queridísimos verdugos (1977, dokumentumfilm, forgatókönyvíró is)
- Caudillo (1977, dokumentumfilm, forgatókönyvíró is)
- Los paraísos perdidos (1985, forgatókönyvíró is)
- Madrid (1987)
- La seducción del caos (1990, tv-film, forgatókönyvíró is)
- Kompostela, kapital Bravú (1997, dokumentumfilm, forgatókönyvíró is)
- Andalucía, un siglo de fascinación (1997–1998, tv-film, hat epizód filmrendező, hét epizód író és forgatókönyvíró)
- Octavia (2002, forgatókönyvíró is)
- Libre te quiero (2012, dokumentumfilm, író is)